# Deriva litorânea

Diagrama mostrando o desenvolvimento da deriva litorânea.

A deriva litoral consiste no transporte de sedimentos (normalmente areias, mas também podem consistir em sedimentos grossos como cascalho) ao longo da costa. Isso se produz dado que os sedimentos são transportados num ângulo oblíquo relativo à orla, algo que depende da direção do vento predominante, do espraiamento de onda e de correntes.  Esse processo, também conhecido como transporte litoral ou deriva costeira, ocorre na zona litoral, nas zonas de rompimento de ondas ou próximo a elas.
Este fenómeno resulta do processo de refração das ondas, em que estas mudam a sua direção de propagação quando a Altura da coluna de agua e as isóbatas (fundo submarino do varrido) não são paralelas às cristas das ondas, sendo que as ondas que se refratam têm a tendência de acompanhar o traçado das isóbatas e, portanto, sendo responsável por essas correntes de deriva litoral.